# Elien Vekemans
Elien Vekemans, née le 30 avril 2001, est une athlète belge spécialiste du saut à la perche. Elle est l'actuelle détentrice du record de Belgique d'athlétisme  avec un saut à 4,73 m, franchis en 2025. 

## Biographie
Elien Vekemans, née le 30 avril 2001, est originaire de Herent dans la province du Brabant flamand. Elle a fait des études en bio-ingénierie à l'Université de l'Oklahoma et à l'Université de l'Arkansas aux États-Unis. Elle  poursuit ses études à la Katholieke Universiteit Leuven (KUL).
En août 2023, elle participe à ses premiers championnats du monde senior à Budapest. Elle est éliminée en qualification avec un saut à 4,35 m.
Depuis juillet 2024, elle est détentrice du record de Belgique de saut à la perche. Le 13 août 2025, elle réussit un saut à 4,73 m mercredi au concours de Jockgrim en Allemagne. Elle bat ainsi son record de Belgique au saut à la perche lui permettant de se qualifier pour les Championnats du monde d'athlétisme 2025 à Tokyo en septembre. C'est la quatrième fois qu'elle bat le record de Belgique en 2025.
Elle est championne de Belgique de la perche à cinq reprises.
Depuis l'âge de 13 ans, elle est membre du Daring Club Leuven Atletiek (DCLA).